# Рыбинская улица (Ярославль)
Ры́бинская у́лица (бывшая Малая Рыбинская улица) — улица в центральной части города Ярославля. Лежит между улицами Победы и Полиграфической. Нумерация домов ведётся со стороны улицы Победы.

## История
Улица была спроектирована по регулярному плану 1778 года и получила название Малая Рыбинская по городу Рыбинску Ярославской губернии. Она пролегала от Пошехонской улицы до Городского вала, параллельно Большой Рыбинской улице.
Во второй половине XIX — начале XX веков в обиходе именовалась также Владимирской улицей по расположенной на ней Владимирской церкви. В начале XX века улица была продлена в сторону Мологской улицы, эта местность и часть улицы до 1920-х годов называлась Козья слободка. В 1910-х годах при застройке Всполья улицу продлили до 3-го Угличского проезда.
В результате артиллерийского обстрела города Красной армией в 1918 году все жилые дома на Малой Рыбинской улице были уничтожены.
В 1924 году советские власти переименовали Большую Рыбинскую улицу в Университетскую, название Малой Рыбинской сократили до Рыбинской. В 1930-х переименовали и Козью слободку — в посёлок Красный химик, в нём селили рабочих резино-асбестового комбината.

## Здания и сооружения
- № 44 — Перестроенная церковь Покрова Пресвятой Богородицы
- № 44в — Церковь Владимирской иконы Божией Матери на Божедомке
- № 46 — Бывшая спичечная фабрика И. Н. Дунаева. В советское время — вытрезвитель, ныне — офисное здание.
- № 53 — Ярославская областная специальная библиотека для незрячих и слабовидящих